# Sebastião Miranda da Silva Filho
Sebastião Miranda da Silva, mais conhecido como Mirandinha (Bebedouro, 26 de fevereiro de 1952), é um ex-futebolista brasileiro.

## Carreira
Mirandinha era um centroavante conhecido por sua raça e velocidade — fazia cinquenta metros em 5,2 segundos no início de sua carreira. Começou a carreira em 1968, no América de São José do Rio Preto, onde ficou até ser comprado pelo Corinthians, em 6 de julho de 1970. O presidente do América, Benedito Teixeira, o Birigui, teria ido a São Paulo com a intenção de vender o passe do jogador ao Alvinegro por oitenta mil cruzeiros, mas o presidente corintiano, Wadih Helu, se antecipou à pedida de Birigui e ofereceu cem mil cruzeiros, mais um amistoso em São José do Rio Preto. Como ele já tinha se destacado em seleções estaduais juvenis, sua contratação foi aplaudida. "[O Corinthians] comprou o passe de um garoto de apenas dezoito anos cujo futebol, desde a seleção juvenil, vem pintando como dos melhores", escreveu o Diário Popular. "Esse foi o tipo do negócio que se pode qualificar como um grande investimento."
Como ele já tinha jogado pelo América na fase preliminar do Campeonato Paulista, especulou-se que não poderia jogar no novo time até o início do Robertão, porém a Federação Paulista informou que considerava a fase preliminar um outro campeonato, liberando-o. Sua estreia não foi boa, como destacou o Diário Popular: "Excessivamente inibido, não fez uma jogada sequer capaz de justificar sua inclusão no time de cima. Estranhamos esse seu comportamento, pois o garoto sabe jogar e muito bem."
No Parque São Jorge, dizia-se que ele "impressionava tanto pelos gols que fazia quanto pelos muitos que perdia", mas foi um dos principais jogadores do time até ser vendido ao São Paulo, em 1973, por 1,2 milhão de cruzeiros, depois de marcar cinquenta gols em 162 jogos no Parque São Jorge. Com o dinheiro que ganhou na transferência, comprou uma casa atrás do Aeroporto de Congonhas.
Foi no São Paulo que viveu sua melhor fase. Depois de chegar ao Morumbi, marcou doze gols em vinte jogos pelo Campeonato Brasileiro de 1973, que lhe valeram a Bola de Prata da revista Placar em sua posição e o levaram à seleção brasileira que disputou amistosos preparatórios para a Copa do Mundo de 1974. Começou como titular contra o México (1 a 1) e contra a Tchecoslováquia (1 a 0), sendo substituído por Leivinha nessa última partida. Contra a Bulgária (1 a 0), entrou no lugar do mesmo Leivinha. Apesar de não ter participado dos nove amistosos seguintes, foi convocado para o mundial da Alemanha, às pressas, no lugar de Clodoaldo. Disputou quatro partidas, atuando até na ponta direita, com que não estava acostumado. Foi titular contra a Escócia e entrou no segundo tempo contra Zaire, Holanda e Polônia, na qual substituiu o ídolo palmeirense Ademir da Guia em sua única participação em Copas do Mundo. "Eu joguei em quatro partidas [na Copa] e, apesar da derrota, tirei muito proveito dessa experiência. Afinal, jogar pela Seleção é o sonho de qualquer jogador. E eu cheguei lá", contaria Mirandinha, 32 anos depois. Sem marcar gols em nenhuma das sete partidas em que atuou, essa foi sua última participação com a camisa do Brasil.
O problema não esteve exatamente relacionado às atuações de Mirandinha. O Brasil só voltaria a jogar em 30 de julho de 1975, pela Copa América, mas o centroavante, àquela altura, estava seriamente contundido. Em 24 de novembro de 1974, o São Paulo enfrentara o América, no Estádio Mário Alves Mendonça, em São José do Rio Preto. Mirandinha abriu o placar aos oito minutos do segundo tempo. Pouco depois, entrou em uma dividida com o zagueiro Baldini — Mirandinha também era famoso por não tirar o pé das divididas —, mas levou a pior e teve fratura dupla na tíbia e na fíbula. A foto do lance, de Domício Pinheiro, é famosa. Sua família teve de esconder-lhe os jornais que mostravam o médico Dalzell Gaspar juntando as duas partes em que sua perna se dividira.
Foi substituído imediatamente por Serginho, que marcou dois gols naquele jogo, fechando a vitória em 3 a 0. Meio constrangido, Serginho aceitou a responsabilidade: "Agora chegou minha chance. É uma pena que tenha sido deste modo, mas eu preciso aproveitá-la. Meu contrato termina em dezembro, e eu ganho muito pouco." Ele, de fato, aproveitou a chance e veio a se tornar o maior artilheiro da história do São Paulo, com 243 gols.
Dez meses após a fratura, ele chegou a disputar alguns amistosos com um time reserva do São Paulo, depois de ser liberado pelos médicos que o tratavam para treinar com bola. "Se estou liberado para os coletivos, estou para os jogos, também", avaliou. "Vou jogar amanhã, em Guaratinguetá, de qualquer maneira. A responsabilidade é toda minha." Dois meses antes, Freire previa que Mirandinha voltaria a jogar no Campeonato Brasileiro: "Ele só precisa fortalecer a musculatura da perna e perder um pouco de peso. No Campeonato Brasileiro, estará à disposição do técnico Poy."
A volta, entretanto, foi efêmera, e ele não só não conseguiu voltar ao time principal como teria de voltar a colocar o gesso, que só tiraria definitivamente em 25 de maio de 1977, dois anos e meio após a contusão, depois até de ser desenganado por médicos em relação à continuidade de sua carreira e cogitar voltar a São José do Rio Preto com a família para talvez montar algum negócio. Antes disso, 
Ao todo, foram sete cirurgias, duas delas com enxertos ósseos. O tempo total que ele ficou parado foi de mais de três anos, mas o São Paulo pagou todos os seus salários enquanto o jogador ficou parado, incluindo "bichos" por vitórias e empates. Após tirar o gesso, Mirandinha seguiu fazendo um trabalho intensivo, ao lado do lateral esquerdo Osmar.
A volta aos gramados só se daria 1 109 dias depois da contusão, em 7 de dezembro de 1977, na segunda fase do Campeonato Brasileiro, contra o Brasília no Pacaembu, embora ele já tivesse sido cogitado para entrar em campo contra o Santa Cruz, ainda pela primeira fase. Mirandinha entrou no intervalo, substituindo a Serginho, que marcara dois gols no primeiro tempo. "Nem tive tempo para ficar nervoso", disse o jogador depois da partida. "O [técnico do São Paulo, Rubens] Minelli me chamou num canto e disse: 'Entre no lugar do Serginho e seja feliz.'" Mesmo com o gramado pesado, por causa das fortes chuvas do dia (que chegaram a ameaçar até a realização da partida), Mirandinha participou de quinze jogadas "dignas de nota". Faltou apenas o gol. Sua melhor chance foi aos 38 minutos, quando o goleiro Déo fez uma defesa desequilibrada em uma cabeçada do centroavante, para desespero dos jogadores no banco de reservas do São Paulo, que gritava e xingava.
Já dez quilos mais magro em relação a maio, quando tirara o gesso, ele entrou no segundo tempo em quatro dos cinco jogos seguintes e finalmente começou como titular em 15 de fevereiro de 1978, contra o Sport, pela terceira fase do Brasileiro de 1977, que ainda não tinha terminado. Sua vaga no time titular veio com a suspensão de Serginho, por causa de expulsão no jogo anterior, contra o Botafogo, em Ribeirão Preto, a mesma expulsão que duas semanas depois lhe valeria uma suspensão de catorze meses. "O futebol é engraçado", dizia Mirandinha na véspera da partida. "Ele entrou no meu lugar quando eu estava na melhor fase da minha vida. E agora eu entro no lugar dele exatamente na mesma situação." Nervoso antes de entrar em campo, Mirandinha teve medo de decepcionar a torcida, medo esse que se acentuou quando ele teve de dar a saída no meio-de-campo duas vezes depois dos gols adversários que abriram o placar. O São Paulo empatou a partida ainda no primeiro tempo, e Mirandinha foi fundamental no gol da virada, marcado por Zé Sérgio, ao deixar o passe de Zequinha passar, enganando a dupla de zaga pernambucana. O centroavante comemorou o gol com entusiasmo, como se ele mesmo o tivesse marcado. Foi quando a torcida passou a gritar o seu nome, e ele agradeceu logo depois, com seu primeiro gol em 1 179 dias: um chute forte de esquerda, depois de passe de Neca. Mesmo cansando no final, Mirandinha ficou em campo até o fim da partida. E, depois do apito final, avisou que sua camisa já tinha dona: "Pelo amor de Deus, não tirem a camisa de mim. Ela é da minha mãe, que vem rezando por mim desde o dia da minha contusão. E não vejo a hora de entregá-la, hoje mesmo."
A volta de Serginho da suspensão automática não tirou Mirandinha do time titular. Embora tenha despistado a imprensa ao longo do resto da semana, Minelli deixou-o no ataque, ao lado de Serginho e Zé Sérgio, para a partida contra o Grêmio, no Morumbi, que decidiria a única vaga do grupo às semifinais. E marcou mais um gol, o terceiro da vitória por 3 a 1, considerado pelo colunista Alberto Helena Júnior, do Jornal da Tarde, o mais bonito da partida. Ele recebeu lançamento de Darío Pereyra na ponta direita, passou por Oberdan, invadiu a área e chutou forte, antes da chegada da zaga. Desta vez, Mirandinha foi mais poupado e pôde ficar livre na direita, sem precisar voltar para marcar.
No primeiro jogo das semifinais, contra o Operário, de Campo Grande, tanto Mirandinha como Darío Pereyra começaram jogando, para não colocar muita responsabilidade nos ombros de Zequinha e Neca, respectivamente, e foram substituídos pelos respectivos reservas no segundo tempo. Enquanto esteve em campo, Mirandinha jogou mal, talvez pelo mesmo motivo que o fez passar mal no vestiário durante o intervalo. Apesar disso, ele era otimista para o jogo de volta, que o São Paulo poderia perder por até três gols de diferença depois de ganhar em casa por 3 a 0: "Acho que já estou com a mesma velocidade que tinha há três anos e, aos poucos, não sentirei diferença alguma." O São Paulo perdeu por 1 a 0 no Mato Grosso e classificou-se para decidir o título contra o Atlético-MG, mas Mirandinha novamente não se destacou.
O São Paulo foi campeão brasileiro no domingo seguinte, ao derrotar o Atlético-MG nos pênaltis em pleno Mineirão, com uma atuação razoável de Mirandinha, que, mesmo bem marcado, perdeu uma boa chance no segundo tempo em cruzamento de Zé Sérgio e não fugiu das divididas que caracterizaram a atuação do tricolor naquela tarde.
Ao contrário de Serginho, que aproveitara a ausência do concorrente em 1974 e estabeleceu-se como centroavante titular do São Paulo, Mirandinha claramente não era mais o mesmo. Marcou mais cinco gols no Campeonato Paulista e na Libertadores, mas perdeu a posição para o jovem atacante Milton Cruz. Depois de 93 jogos e 43 gols, foi emprestado ao Tampa Bay Rowdies, da hoje extinta North American Soccer League, nos Estados Unidos.
Ficou por lá apenas três meses e meio e transferiu-se, em seguida, ao Memphis Rogues. No ano seguinte, chegou a voltar ao São Paulo, comemorando estar de volta ao peso normal: "Quando fui para os Estados Unidos, estava ainda meio receoso. Fiquei todo aquele tempo parado, fazendo operações, enxertos ósseos, toda aquela recuperação lenta, toda aquela dúvida se ia conseguir voltar a jogar ou não, aquela angústia toda. Mas agora tudo passou. Voltei à minha forma física ideal e só falta, mesmo, é voltar a marcar os meus golsno São Paulo." Ele reestreou contra o Corinthians e, depois da expulsão de Serginho, foi para sua posição original, mas não conseguiu evitar a derrota. Depois de um segundo jogo em branco (empate por 0 a 0 com o América), ele acabou se contundindo na coxa durante um treino. Ele acabaria atuando apenas nesses dois jogos e, ainda em 1979, foi para o México defender o Tigres. Voltou ao Brasil em 1981 e rodou por vários times menores. Passou por Atlético Goianiense (1981), Taubaté (1982), ABC (1983), Guará (1983), Douradense (1983), União Mogi (1984), Saad (1984) e Independente de Limeira (1984), até encerrar a carreira em 1985, defendendo o Ginásio Pinhalense.
Depois de se aposentar, Mirandinha foi técnico de alguns clubes, como o CENE, do Mato Grosso do Sul, trabalhou com as categorias de base do Corinthians e ainda esteve ligado a escolas de futebol da Secretaria Municipal de Esportes de São Paulo.
Um de seus três filhos, Miran, chegou a jogar no Taubaté na década de 1990.

## Títulos
São Paulo
- Campeonato Paulista: 1975
- Campeonato Brasileiro: 1977

CENE
- Campeonato Sul-Mato-Grossense: 2002, 2005 e 2011

### Prêmios Individuais
- Bola de Prata (Placar): 1973